# Adam di Württemberg
Adam Carlo Guglielmo di Württemberg (Puławy, 16 gennaio 1792 – Langenschwalbach, 26 luglio 1847) fu membro del casato ducale del Württemberg e un generale nelle forze armate dell'Impero russo e del Regno del Congresso.

## Biografia
Adam era figlio del duca Ludovico di Württemberg (1756–1817) e della sua prima moglie, Maria Anna Czartoryska (1768–1854). Dopo il divorzio dei suoi genitori, avvenuto nel 1793,fu allevato dal padre e, quale nipote dell'imperatrice consorte Maria Feodorovna, fu uno dei compagni di gioco del futuro zar Nicola I, arruolandosi ben presto nell'esercito zarista.
Durante la rivolta polacca nota come Rivolta di Novembre del 1830, comandò le truppe russe d'avanguardia del generale Cyprian Kreutz, venendo sconfitto il 19 febbraio 1831 dalle forze polacche del generale Józef Dwernicki prima della battaglia di Olszynka Grochowska.
Württemberg divenne tenente generale ed aiutante dello zar Nicola I, e dopo il suo congedo fece ritorno in Germania, dove morì a Langenschwalbach.

## Ascendenza
|                                         |                               |                                           | Genitori                                 |  |  | Nonni |  |  | Bisnonni                          |  |  | Trisnonni                               |  |
|                                         |                               |                                           |                                          |  |  |       |  |  | Carlo I Alessandro di Württemberg |  |  | Federico Carlo di Württemberg-Winnental |  |
|                                         |                               |                                           |                                          |  |  |       |  |  | Carlo I Alessandro di Württemberg |  |  | Federico Carlo di Württemberg-Winnental |  |
|                                         |                               | Eleonora Giuliana di Brandeburgo-Ansbach  |                                          |  |  |       |  |  | Carlo I Alessandro di Württemberg |  |  |                                         |  |
| Federico II Eugenio di Württemberg      |                               |                                           |                                          |  |  |       |  |  | Carlo I Alessandro di Württemberg |  |  |                                         |  |
|                                         |                               | Maria Augusta di Thurn und Taxis          | Anselmo Francesco di Thurn und Taxis     |  |  |       |  |  |                                   |  |  |                                         |  |
|                                         |                               | Maria Augusta di Thurn und Taxis          | Anselmo Francesco di Thurn und Taxis     |  |  |       |  |  |                                   |  |  |                                         |  |
|                                         |                               | Maria Augusta di Thurn und Taxis          | Maria Ludovica Anna di Lobkowicz         |  |  |       |  |  |                                   |  |  |                                         |  |
| Ludovico di Württemberg                 |                               | Maria Augusta di Thurn und Taxis          |                                          |  |  |       |  |  |                                   |  |  |                                         |  |
|                                         |                               | Federico Guglielmo di Brandeburgo-Schwedt | Filippo Guglielmo di Brandeburgo-Schwedt |  |  |       |  |  |                                   |  |  |                                         |  |
|                                         |                               | Federico Guglielmo di Brandeburgo-Schwedt | Filippo Guglielmo di Brandeburgo-Schwedt |  |  |       |  |  |                                   |  |  |                                         |  |
|                                         |                               | Federico Guglielmo di Brandeburgo-Schwedt | Giovanna Carlotta di Anhalt-Dessau       |  |  |       |  |  |                                   |  |  |                                         |  |
| Federica Dorotea di Brandeburgo-Schwedt |                               | Federico Guglielmo di Brandeburgo-Schwedt |                                          |  |  |       |  |  |                                   |  |  |                                         |  |
|                                         |                               | Sofia Dorotea di Prussia                  | Federico Guglielmo I di Prussia          |  |  |       |  |  |                                   |  |  |                                         |  |
|                                         |                               | Sofia Dorotea di Prussia                  | Federico Guglielmo I di Prussia          |  |  |       |  |  |                                   |  |  |                                         |  |
|                                         |                               | Sofia Dorotea di Prussia                  | Sofia Dorotea di Hannover                |  |  |       |  |  |                                   |  |  |                                         |  |
| Alessandro di Württemberg               |                               | Sofia Dorotea di Prussia                  |                                          |  |  |       |  |  |                                   |  |  |                                         |  |
|                                         | August Aleksander Czartoryski | Kazimierz Czartoryski                     |                                          |  |  |       |  |  |                                   |  |  |                                         |  |
|                                         | August Aleksander Czartoryski | Kazimierz Czartoryski                     |                                          |  |  |       |  |  |                                   |  |  |                                         |  |
|                                         | August Aleksander Czartoryski | Izabela Elzbieta Morsztyn                 |                                          |  |  |       |  |  |                                   |  |  |                                         |  |
| Adam Kazimierz Czartoryski              | August Aleksander Czartoryski |                                           |                                          |  |  |       |  |  |                                   |  |  |                                         |  |
|                                         |                               | Maria Sofia Sieniawska                    | Adam Sieniawski                          |  |  |       |  |  |                                   |  |  |                                         |  |
|                                         |                               | Maria Sofia Sieniawska                    | Adam Sieniawski                          |  |  |       |  |  |                                   |  |  |                                         |  |
|                                         |                               | Maria Sofia Sieniawska                    | …                                        |  |  |       |  |  |                                   |  |  |                                         |  |
| Maria Anna Czartoryska                  |                               | Maria Sofia Sieniawska                    |                                          |  |  |       |  |  |                                   |  |  |                                         |  |
|                                         |                               | Jerzy Detloff Fleming                     | …                                        |  |  |       |  |  |                                   |  |  |                                         |  |
|                                         |                               | Jerzy Detloff Fleming                     | …                                        |  |  |       |  |  |                                   |  |  |                                         |  |
|                                         |                               | Jerzy Detloff Fleming                     | …                                        |  |  |       |  |  |                                   |  |  |                                         |  |
| Izabela Fleming                         |                               | Jerzy Detloff Fleming                     |                                          |  |  |       |  |  |                                   |  |  |                                         |  |
|                                         |                               | Antonina Czartoryska                      | …                                        |  |  |       |  |  |                                   |  |  |                                         |  |
|                                         |                               | Antonina Czartoryska                      | …                                        |  |  |       |  |  |                                   |  |  |                                         |  |
|                                         |                               | Antonina Czartoryska                      | …                                        |  |  |       |  |  |                                   |  |  |                                         |  |
|                                         |                               | Antonina Czartoryska                      |                                          |  |  |       |  |  |                                   |  |  |                                         |  |